# Применение кокаина

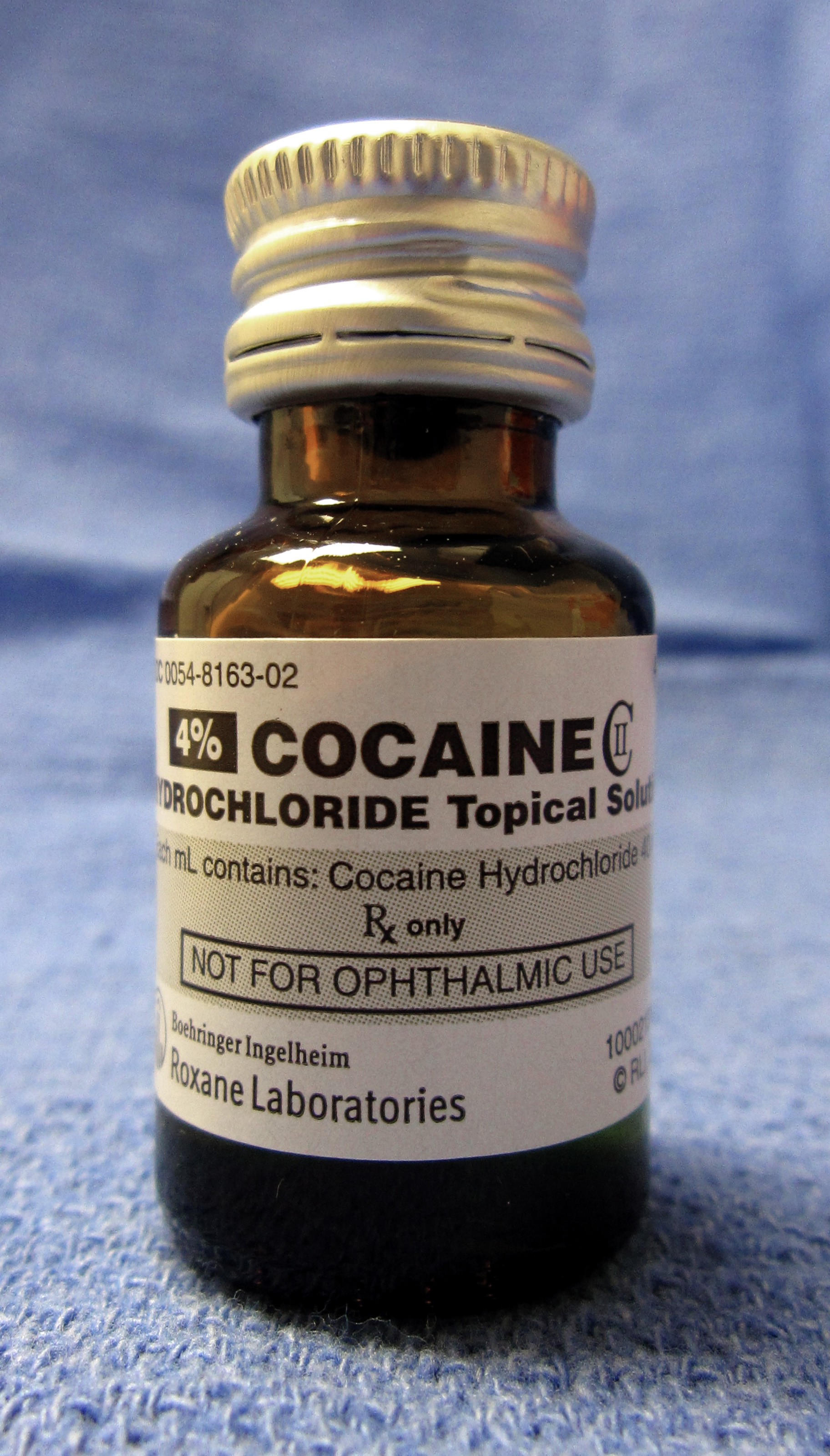
Кокаина гидрохлорид 4 % раствор для местного применения (наружно). Символ ℞ — «отпускается только по рецепту»

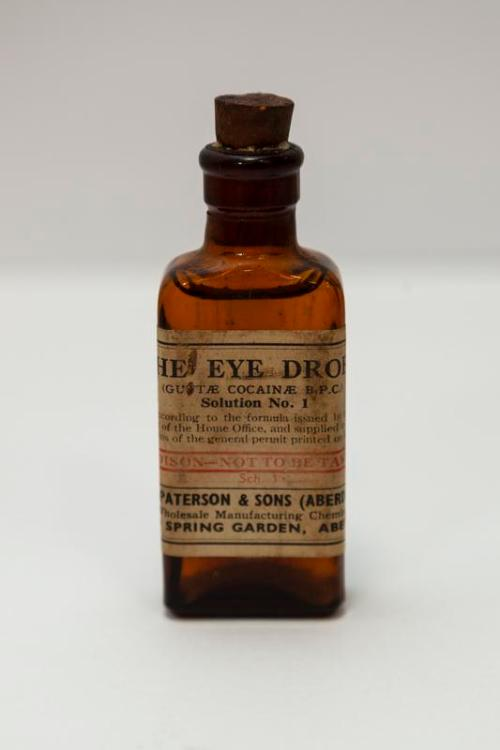
Глазные капли начала XX века Guttæ Cocainæ B.P.C. — 2%-раствор кокаина гидрохлорида в стерильной воде

## Медицинское применение
Началом медицинского применения кокаина можно считать 1859 год, когда Альберт Ниман впервые выделил кокаин из листьев коки. Новое вещество заинтересовало медицинскую среду того времени.
Первым анестизирующие свойства кокаина обнаружил русский химик, профессор Петербургского клинического института В. К. Анреп. Будучи молодым врачом и находясь на стажировке в Вюрцбургском университете, он начал вводить себе под кожу кокаин и установил, что она утрачивает чувствительность к уколам иглой. В 1879 году В. Анреп разработал и провёл эксперимент, продемонстрировавший обезболивающие свойства алкалоида, использовав для этой цели лягушку, о чём опубликовал в журнале «Архив Пфлюгера» работу «О физиологическом действии кокаина». «У лягушек кокаин парализует нервные окончания и нервные центры, причем окончания чувствительных нервов в первую очередь… Малые дозы повышают рефлексы, большие — понижают (у теплокровных), но парализующее действие совершенно такое же, как это наблюдалось у лягушек», — писал В. К. Анреп.
Карл Коллер впервые использовал 1%-й раствор кокаина в офтальмологической практике с целью расширения зрачка и местной анестезии. В 1884 году после публикации доклада Коллера о местно-анестезирующих свойствах кокаина он стал применяться для местной анестезии в хирургической практике. Год спустя Вильям Хальстед описал нервноблокирующие свойства алкалоида. В 1898 году Генрих Квинке применил кокаин как анестетик при лечении позвоночника. Особую роль в распространении кокаина-анестетика сыграл хирург Карл Людвиг Шлейх, который, после многочисленных опытов на себе, начал применять кокаин в хирургии как местнообезболивающий наркотик.
Кокаин произвёл революцию в анестезии. Сотни лекарств, содержащих кокаин, появились на рынке; они стали использоваться в травматологии, гинекологии; рекламировались как средства практически против всех заболеваний, так или иначе связанных с болью. Производством кокаина занимались крупнейшие фармацевтические компании: Merck, Le Pharmacie Centrale de France, Parke-Davis. В США в 1900 году кокаин вошёл в первую пятёрку самых продаваемых лекарств.
В конце 19 - начале 20 вв. кокаин был единственным препаратом для бурно развивавшейся местной анестезии и применялся в различных областях медицины: хирургии, стоматологии, офтальмологии, отоларингоринологии и других.
Выдающийся хирург Август Бир использовал кокаин для спинальной и регионарной анестезии.
К началу XX века интерес хирургов к кокаину ослабевал по мере выявления его недостатков. Когда в 1911 году был синтезирован новокаин, кокаин оказался постепенно вытеснен из хирургической практики. До 20-х годов XX века кокаин продавался также в виде капель от насморка. После утверждения Лигой Наций в 1920 году Конвенции 1912 года об ограничении распространения наркотиков, законные продажи кокаинсодержащих препаратов были существенно ограничены.

### Производные медицинские препараты

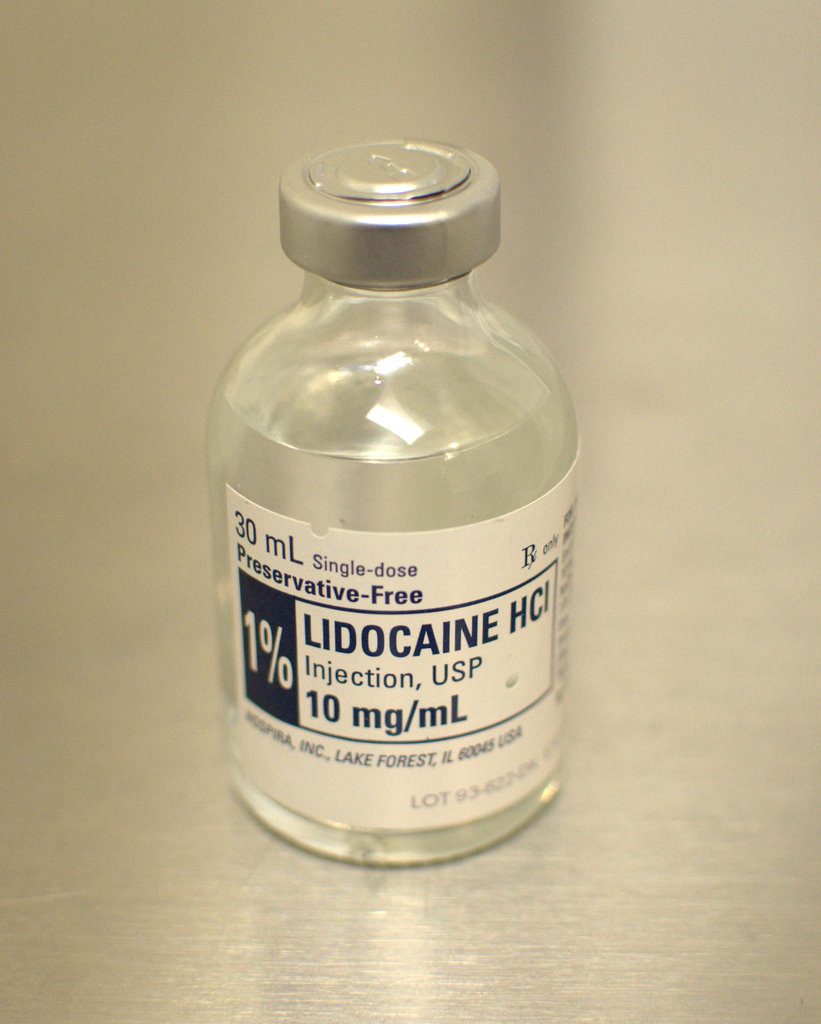
Лидокаин — один из производных (амидов) кокаина — в форме раствора для инъекций

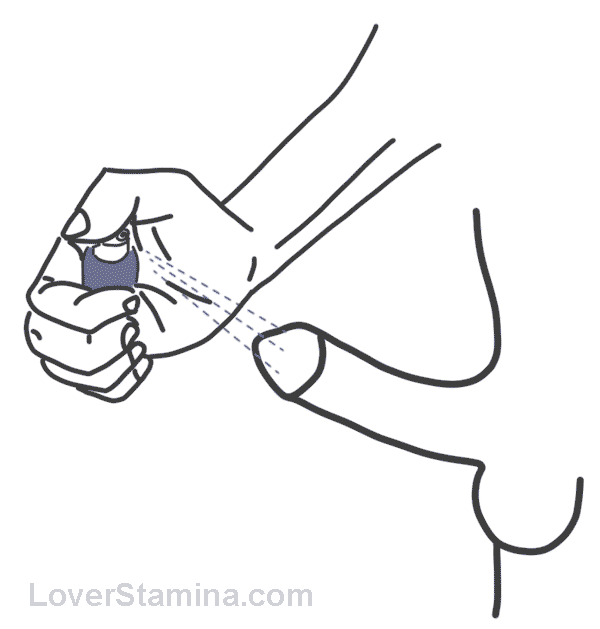
Спреи и мази на основе производных от кокаина препаратов — лидокаина и прилокаина наносятся на ствол и головку полового члена для пролонгированного полового акта

Целая группа препаратов, представленная практически всеми современными препаратами для местной анестезии, которые были синтезированы из кокаина и производных от него бензойной, коричной и труксилловой кислоты, — они известны как -каи́ны (вначале русские фармакологи называли их «искусственными кокаинами»): амилокаин, артикаин, бензокаин, бупивакаин, гексилкаин, лидокаин, меприлкаин, новокаин, пиперокаин, прокаин, тетракаин, тримекаин, ультракаин и т. п. Свои названия эти препараты также унаследовали от кокаина.
В настоящее время в России кокаин в качестве легального анестетика практически не используется; существуют единичные работы, посвящённые его использованию в хирургии глаза и офтальмологии, но описанные в них методики не получили широкого распространения в связи с проблемами приобретения медицинских препаратов кокаина и существованием не менее эффективных препаратов, не вызывающих наркотической зависимости. В клиниках стран Запада раствор кокаина рутинно используется в оториноларингологии для сужения сосудов и анестезии при выполнении операций в полости носа.

## Немедицинское применение (кокаин как наркотик)
В настоящее время кокаин наиболее распространён в качестве наркотика. Популярность данного наркотического вещества обусловлена его биостимулирующим действием, способствующим улучшению настроения и повышению работоспособности. Сам по себе кокаин не имеет выраженного вкуса и запаха, органолептические свойства обеспечиваются имеющимися в составе смеси примесями.
Мировое потребление кокаина оценивается экспертами ориентировочно в 750 тонн в год, причём примерно треть этого объёма приходится на США — крупнейшего потребителя этого наркотика.

### Способы употребления

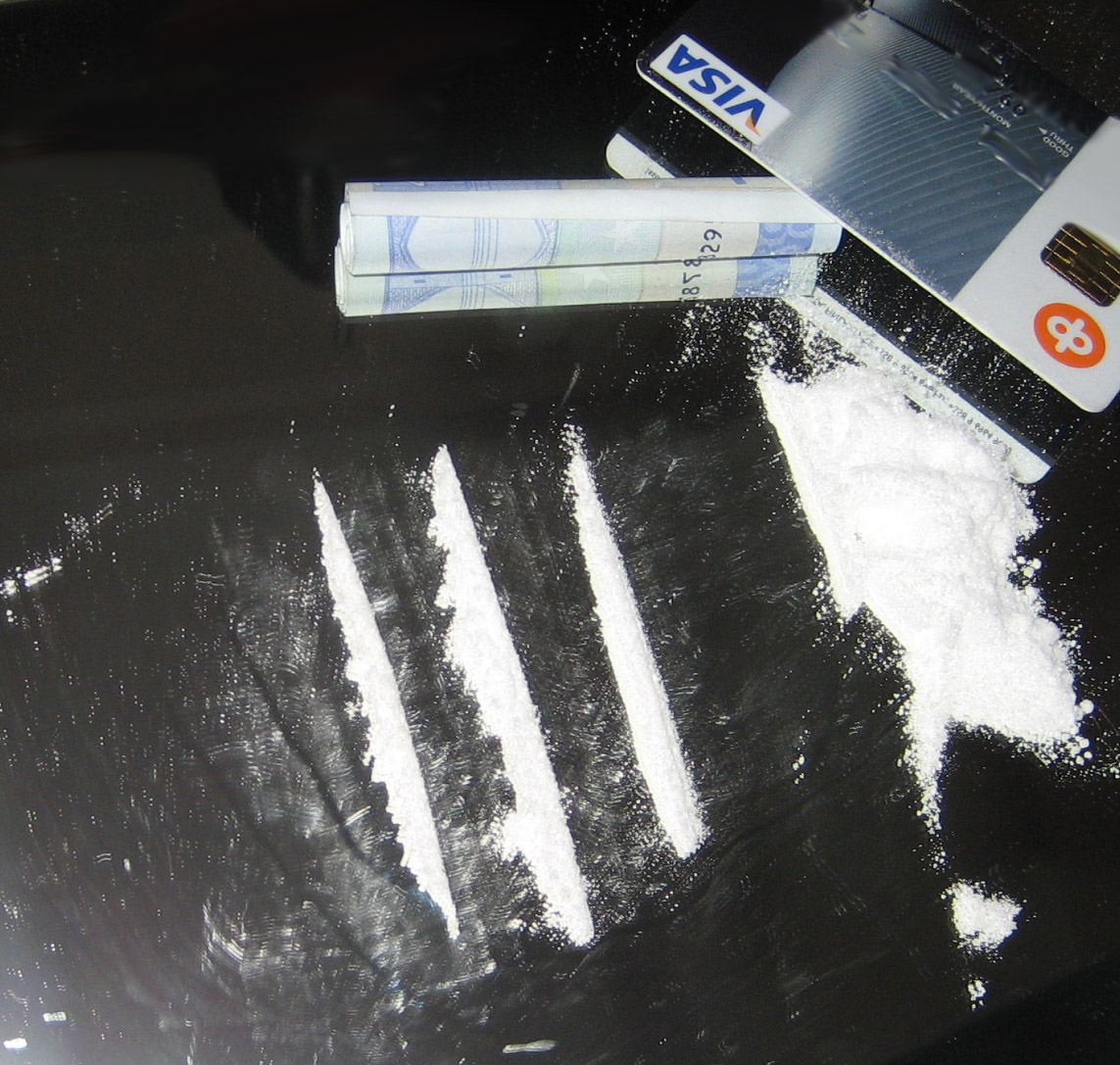
Порошок кокаина, подготовленный для интраназального введения, так называемые "дорожки".

Способ употребления кокаина с наркотическими целями имеет важное значение для понимания механизма возникновения зависимости и связанных с этим вопросов. В связи с тем, что кокаин относительно легко проникает через слизистые оболочки, наиболее распространены способы употребления, использующие эту его особенность, а также обычные способы приёма лекарственных веществ:
- Интраназальный. Является очень распространённым способом употребления наркотика и не так часто вызывает зависимость, как другие способы.[16] Кристаллическая форма кокаина предварительно измельчается на какой-либо гладкой и твёрдой поверхности, полученный в результате порошок формируют в линии — «дорожки» — толщиной около 3 мм и длиной от 25 до 50 мм[17] (что соответствует обычно 10—30 мг[18][17] порошка) и вдыхают через нос с помощью скрученной в трубочку денежной купюры, полой трубочки, реже миниатюрной «кокаиновой ложечки» или даже специально отращенного для этих целей ногтя[19][20]. Из-за сосудосуживающего действия кокаина значительная его часть задерживается в слизистой. Клинические эффекты возникают через 3—5 минут после введения, пик эффекта наступает через 10—20 минут. Угасание действия происходит через 45—60 минут[21], однако такие кардиологические показатели, как кровяное давление и сердцебиение, остаются существенно повышенными до трёх часов, а продукты метаболизма кокаина могут оставаться в крови до 4—6 часов после его употребления.[22]
- Ингаляционный. При вдыхании паров вещества, формирующихся при курении, происходит всасывание кокаина через гематоальвеолярный барьер. Клинический эффект при этом развивается практически мгновенно, через 8-10 секунд, пик концентрации кокаина в плазме крови наступает через 5 минут, пик эффекта — через 6—8 минут, продолжается 10—20 минут[23].
- Пероральный. При глотании содержащего кокаин вещества его всасывание происходит через слизистую желудка и кишечника[15]. При этом способе употребления клинические эффекты проявляются не ранее, чем через 30 минут, достигая пика через 45-60 минут.[24] Значительная часть (60—80 %) кокаина при этом метаболизируется в печени[21].
- Инъекции (внутривенные, внутримышечные, подкожные). Для инъекций используется раствор гидрохлорида кокаина или спидбол. Скорость наступления эффектов и их длительность зависят от способа инъекции. Клинический эффект при внутривенном введении возникает уже через несколько секунд и длится около 20 минут[21]; по другим данным, эффект, длящийся 30—45 минут, возникает через 30—120 секунд после инъекции и достигает своего пика через 10—15 минут. Биодоступность наркотика при внутривенной инъекции гораздо выше, чем при пероральном или интраназальном приёме[25]. При подкожном введении максимальная концентрация кокаина в плазме достигается примерно через 30 минут, и через 1—2 часа начинает снижаться[15].
- Сублингвальный. Вещество, содержащее кокаин, закладывается за десну или под язык, где происходит всасывание наркотика через слизистые рта. Наиболее распространён данный метод для употребления листьев и пасты коки. Скорость возникновения и длительность клинических эффектов в целом аналогичны интраназальному введению, при этом клинический эффект несколько менее выражен[15][уточнить].
- Вагинальный[26]:299 и/или ректальный[18]:182 — редко[15].

### Чистота кокаина, распространяемого нелегально
Вещество, полученное непосредственно от производителя или оптовых торговцев, представляет собой продукт, содержащий 80—95 % кокаина. В розничной нелегальной продаже исходный состав в большинстве случаев разбавляется в 2—3 раза различными примесями. В качестве балластных веществ могут применяться схожие по внешним эффектам с кокаином дешёвые и не обнаруживающиеся органолептически стимуляторы, например, амфетамин, кофеин и т. п. Также применяются ещё более дешёвые балластные вещества — сахарная пудра, сухое молоко — которые значительно снижают эффекты, ожидаемые от принятия кокаина, но позволяют получить из исходного количества 5—6 вторичных.
Таким образом, «дорожка» кокаина, содержащего 10 % чистого вещества, будет содержать только приблизительно 3 мг наркотика, соответственно «дорожка», приготовленная из 50%-го кокаина — 15 мг. С учётом того, что биодоступность кокаина при интраназальном введении составляет 30—40 %, однократный разовый приём сильно разбавленного кокаина вполне может не превышать уровня, необходимого для возникновения в организме клинических эффектов, но вызывать у употребляющего такую смесь ощущения, подобные эффекту плацебо.

### Употребление кокаина с другими наркотиками
Кокаин часто употребляют с другими наркотиками и алкоголем. Соответственно эффекты, возникающие при таком употреблении, будут варьироваться. Комбинации различных наркотических веществ принимают для взаимодействия этих наркотиков между собой, что вызывает иное воздействие на организм человека в сравнении с употреблением исключительно кокаина. Риски для здоровья при употреблении подобных «коктейлей» увеличиваются.
Алкоголь
Злоупотребление алкоголем и кокаиновая наркомания наблюдаются часто совместно. Некоторые исследования усматривают непосредственную связь между алкоголизмом и кокаиновой наркоманией, объясняя её тем, что употребляющие кокаин специально прибегают к алкоголю и успокоительным средствам для того, чтобы уменьшить бессонницу и чувство беспокойства, вызываемые кокаином, получая в итоге алкогольную зависимость. Совместное употребление алкоголя и кокаина изменяет некоторые эффекты первого на психомоторику человека и усиливает эффекты, считающиеся желаемыми, связанные с приёмом этих субстанций по отдельности. Однако кроме этих «положительных» эффектов совместное употребление этих субстанций приводит к более сильной, в сравнении с раздельным приёмом, интоксикации организма, а также к ещё бо́льшим нагрузкам на сердечную деятельность (усиленное сердцебиение и повышенное кровяное давление). Риски отравления ещё более усиливаются из-за того, что индивид, находясь под впечатлением усиленных под воздействием обеих субстанций «положительных» эффектов, не может адекватно оценить своё реальное состояние.
Совместное употребление кокаина и алкоголя приводит к образованию этилкокаина (кокаэтилена), чьи клинические эффекты имеют гораздо большую продолжительность и который значительно повышает летальность, связанную с употреблением кокаина.
Опиаты
Опиаты, в частности героин, при совместном употреблении с кокаином уменьшают вероятность дисфории, которая может следовать за употреблением кокаина, но одновременно повышают риски возникновения дыхательной недостаточности.
Значительное число наркозависимых (героинозависимых и участников заместительной терапии метадоном и бупренорфином) употребляют как кокаин, так и героин. Совместное употребление этих наркотиков оказывает негативное воздействие на здоровье (физическое и психическое) и социальную интеграцию.  
Марихуана
Комбинация марихуаны и кокаина возможно увеличивает кардиотоксичность. Марихуана усиливает некоторые физиологические эффекты кокаина, в частности, чувство эйфории. Наркоманы употребляют комбинацию этих веществ в надежде на то, что ожидаемые эффекты от кокаина усилятся, а дисфория, которая часто наступает после употребления кокаина, уменьшится. В ходе эксперимента на добровольцах-мужчинах, результаты которого были опубликованы в 1994 году, было зафиксировано, что совместное употребление марихуаны и кокаина значительно повышает концентрацию второго в плазме крови подопытных. Учёные сделали предположение, что марихуана, обладающая сосудорасширяющими свойствами, увеличивает биодоступность кокаина.
Седативные средства
Бензодиазепины уменьшают угнетённое состояние, которое может следовать за употреблением кокаина, но одновременно повышают риски возникновения дыхательной недостаточности.

### Употребление кокаина по странам
После марихуаны, кокаин самый распространенный нелегальный наркотик в Европе. Приблизительно тринадцать миллионов европейцев хотя бы раз употребляло кокаин. В США он также является одним из самых распространенных нелегальных наркотиков, и каждый год число употребивших возрастает на семь миллионов человек.
Согласно опросам, проведённым в 2001—2005 годах в 17 странах, наиболее высока доля употреблявших кокаин в США, где 16 % опрошенных употребляли его хотя бы раз. В Новой Зеландии, Испании, Мексике и Колумбии доля пробовавших кокаин составляет 4 %, в Германии и Нидерландах — 1,9 %, в Бельгии и Франции — 1,5 %, в Великобритании опросы в рамках этого исследования не проводились (по данным ООН, потребление в Англии и Уэльсе примерно соответствует потреблению в Испании) .